# Liste der Mitglieder des monegassischen Nationalrats (2023–2028)
Die Liste der Mitglieder des monegassischen Nationalrats (französisch Conseil National) nennt alle Abgeordneten in der Legislaturperiode von 2023 bis 2028.

## Präsidium
- Präsidentin: Brigitte Boccone-Pagès (Union Nationale Monégasque)
- Vizepräsident: Jean-Louis Grinda (Union Nationale Monégasque)

## Zusammensetzung
Nach der Parlamentswahl am 5. Februar 2023 konnte die Union Nationale Monégasque (UNM; Monegassische Nationale Vereinigung) alle 24 Parlamentssitze erringen.

## Abgeordnete
| Name                      | Fraktion | Gewählt durch  |
| ------------------------- | -------- | -------------- |
| Karen Aliprendi           | UNM      | Verhältniswahl |
| Nathalie Amoratti-Blanc   | UNM      | Panaschieren   |
| Jade Aureglia             | UNM      | Panaschieren   |
| Maryse Battaglia          | UNM      | Verhältniswahl |
| Régis Bergonzi            | UNM      | Panaschieren   |
| Corinne Bertani           | UNM      | Panaschieren   |
| Brigitte Boccone-Pagès    | UNM      | Panaschieren   |
| Thomas Brezzo             | UNM      | Panaschieren   |
| Christophe Brico          | UNM      | Panaschieren   |
| Philippe Brunner          | UNM      | Verhältniswahl |
| Nicolas Croesi            | UNM      | Panaschieren   |
| Béatrice Fresko-Rolfo     | UNM      | Panaschieren   |
| Marie-Noëlle Gibelli      | UNM      | Verhältniswahl |
| Jean-Louis Grinda         | UNM      | Panaschieren   |
| Marine Hugonnet-Grisoul   | UNM      | Verhältniswahl |
| Franck Julien             | UNM      | Panaschieren   |
| Mathilde Le Clerc         | UNM      | Panaschieren   |
| Franck Lobono             | UNM      | Panaschieren   |
| Roland Mouflard           | UNM      | Verhältniswahl |
| Fabrice Notari            | UNM      | Panaschieren   |
| Mikaël Palmaro            | UNM      | Verhältniswahl |
| Christine Pasquier-Ciulla | UNM      | Panaschieren   |
| Guillaume Rose            | UNM      | Verhältniswahl |
| Balthazar Seydoux         | UNM      | Panaschieren   |